# Matilda Škotska
Matilda Škotska, krštenim imenom Edita (Dunfermline, Škotska, oko 1080. – Westminsterska palača, London, 1. svibnja 1118.), škotska princeza i kasnije engleska kraljica, preko braka s engleskim kraljem Henrikom I. (1068. – 1135.), čime je bila spojena anglosaksonska i normanska kraljevska loza.

## Životopis
Rodila se u škotskoj kraljevskoj obitelji Dunkelda, poznatoj i kao Canmore, od oca, Malcolma III. († 1093.), škotskog kralja, i majke sv. Margarete Škotske († 1093.), engleske princeze i kćerke engleskog princa Eduarda Izgnanika. Bila je obrazovana i vladala je kao regentica u vrijeme Henrikova izbivanja iz Engleske. Uzdigla je razinu kulture na engleskom dvoru, a usto je naložila Williamu od Malmsburyja da napiše Gesta regum Anglorum, što je najbolji prikaz rane povijesti Engleske.
Matilda i Henrik su se vjenčali 11. studenog 1100. godine i tom prilikom je Matilda bila okrunjena za englesku kraljicu. S Henrikom je imala četvero djece od koje je preživjelo dvoje: Matilda i Vilim Adelin.